# Departament de Gracias a Dios
El departament de Gracias a Dios és un dels 18 departaments en què es divideix Hondures. La capital és Puerto Lempira. En la seva majoria el territori és coneguda com la Mosquitia. Confina al sud amb la república de Nicaragua, a l'oest amb els departaments de Colón i Olancho. Va ser creat mitjançant decret governamental emès en data 21 de febrer 1957. Anteriorment aquests territoris formaven part d'Iriona, Departament de Colón.

## Municipis
| No. | Municipi              |
| --- | --------------------- |
| 1   | Ahuas                 |
| 2   | Brus Laguna           |
| 3   | Juan Francisco Bulnes |
| 4   | Puerto Lempira        |
| 5   | Ramón Villeda Morales |
| 6   | Wampusirpe            |